# Rhacophorus marmoridorsum
Rhacophorus marmoridorsum är en groddjursart som beskrevs av Orlov 2008. Rhacophorus marmoridorsum ingår i släktet Rhacophorus och familjen trädgrodor. Inga underarter finns listade i Catalogue of Life.